# Achille Mbembe

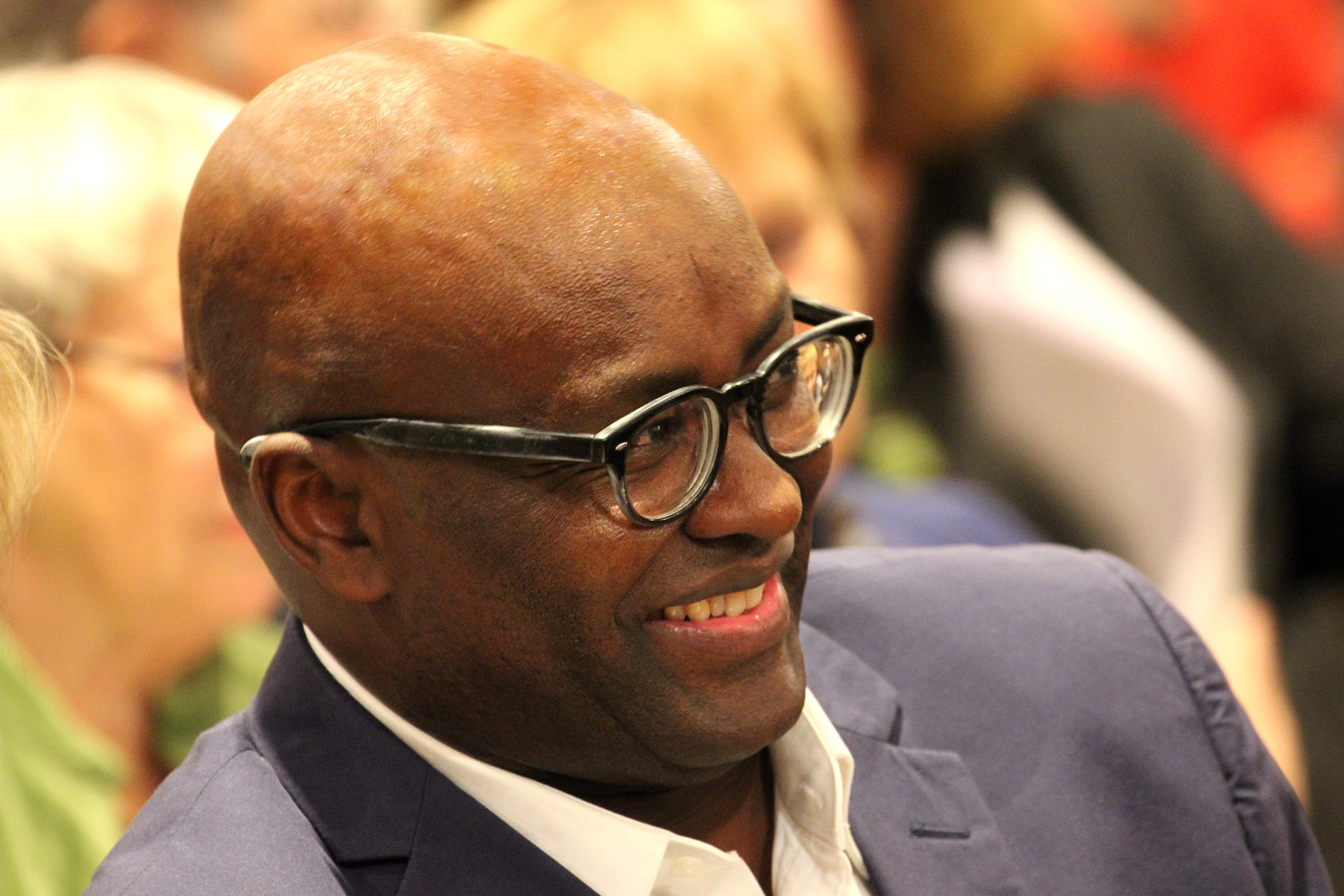

Achille  Mbembe (Otelé, 27 juli 1957) is een Kameroense historicus, politicoloog en publicist, verbonden aan de Universiteit van de Witwatersrand. Hij staat bekend als belangrijk denker over het postkolonialisme en pleitbezorger voor een nieuwe relatie tussen Europa en Afrika.
Hij noemt de slavernij een uitvloeisel van het mondiale kapitalisme en ziet de versnelde globalisering als een kans om het Westen van zijn geprivilegieerde status te ontdoen.

## Biografie
Joseph-Achille Mbembe is in 1957 geboren in de buurt van Otélé in Kameroen. Hij ziet zichzelf  als een persoon die voortdurend grenzen wil verkennen en waar mogelijk verleggen. 
Als twintiger verbleef hij in Parijs, waar hij zijn Ph.D. geschiedenis en een Master in politicologie behaalde aan de Sorbonne. Na zijn dertigste woonde hij in New York en Washington D.C. en was als hoogleraar verbonden aan verschillende universiteiten in de Verenigde Staten. Daarna keerde hij terug naar Afrika, waar hij van 1996 tot 2000 werkte voor de Raad voor de Ontwikkeling van Sociaal Wetenschappelijk Onderzoek in Afrika in Dakar.
In 2001 verhuisde hij naar Johannesburg, waar hij als hoogleraar werkzaam is aan de Universiteit van Witwatersrand. Op 14 maart 2024 ontving Achille Mbembe de Holbergprijs 2024 voor kunst en letteren, geesteswetenschappen, rechten en theologie. De overdrachtsceremonie vindt plaats op 6 juni 2024 aan de Universiteit van Bergen, Noorwegen.

## Werk
Ook al bestaat er maar één menselijk ras, de gevolgen van het denken in meerdere rassen zijn dagelijks in de vorm van racisme en discriminatie zichtbaar. Het is een theorie van de Europeanen uit de 17e eeuw, toen wetenschappers beschreven hoe verschillende soorten mensen over de hele wereld eruitzagen en een rangorde aanbrachten.
Zo werden mensen van kleur tot de groep gerekend  die niet geacht werden voor zichzelf te kunnen denken en een volwaardig mens te zijn. Tot op de dag van vandaag werkt deze beeldvorming door.  Dit is de leidraad in al het werk van Achille Mbembe, wiens standaardwerk De la Postcolonie (Postkolonialisme) dat in 2000 verscheen voor een grote belangstelling voor dit onderwerp zorgde. Het werpt de vraag op, of de tijd van kolonialisme daadwerkelijk voorbij is.
Het boek behandelt de geschiedenis van overheersing en gebiedsuitbreiding binnen Afrika door de Europeanen. Het hele koloniale systeem was gebaseerd op geweld. Het regime maakte de wetten en handhaafde deze met harde hand. De bewoners van Afrika werden gereduceerd tot lichamen. Als een product kreeg hij/zij vaak letterlijk een stempel opgedrukt en verrichtten arbeid onder dwang totdat zij opgebruikt waren.
Achille Mbembe begon met publiceren in 1985 met Les jeunes et l'ordre politique en Afrique noire (De jeugd en de politiek in zwart Afrika).  Vervolgens La naissance du maquis dans le Sud-Cameroun (Het ontstaan van het ondergrondse verzet in Zuid-Kameroen), dat in 1996 uitkwam. In dit boek schetst Mbembe  vormen van verzet in zijn geboorteland tegen de Franse overheersing in de eerste helft van de 20e eeuw tot aan de onafhankelijkheid in 1961. Met onderhandelingen,  burgerlijke ongehoorzaamheid en gewapende strijd probeerde de bevolking  de machtsverhoudingen te doorbreken en baas te worden over eigen land.
In 2013 zorgde Mbembe voor opschudding met Critique de la raison nègre (Kritiek van de zwarte rede), waarin hij de negatieve rol beschrijft die de zwarte persoon vervult binnen de Westerse denkwereld. Het Franse woord nègre staat  in de westerse cultuur  voor de persoon die niet gezien hoeft te worden en evenmin begrepen.
Mbembe schetst het (nog deels bestaande) beeld over Afrika als een complex van "angsten en fantasieën en als de primitieve tegenhanger van het beschaafde Europese continent."
In Necropolitics (2019) laat hij zien, hoe overbodige en ongewenste bevolkingsgroepen nog steeds worden buitengesloten. Hij trekt dit begrip (neger) ook breder door bevolkingsgroepen die buiten de boot zijn gevallen met dit woord te betitelen. Het is volgens de filosoof een uitvloeisel van het neoliberalisme, waarin mensen steeds minder macht hebben over hun eigen bestaan.

## Een nieuwe relatie
Achille Mbembe heeft een goede verstandhouding met de Franse president Emmanuel Macron.
Op zijn verzoek organiseerde Mbembe in 2021 een conferentie in Montpellier over de relatie tussen Afrika en Frankrijk. Centraal thema was de erkenning van koloniale misdaden die bepaalde Europese landen (en niet alleen Frankrijk) in het verleden hebben begaan.
Zo heeft Duitsland toegegeven dat het land tussen 1904 en 1908 genocide heeft gepleegd op de Herero en Nama in haar toenmalige kolonie Namibië. Na deze erkenning volgden herstelbetalingen voor hun nazaten.
Europa heeft lang verzuimd om te erkennen dat een deel van de bevolking afkomstig is uit de voormalige gebiedsdelen. Het is belangrijk, zegt Mbembe, dat dit gegeven  deel gaat uitmaken van de Europese identiteit. Ook de donkere bladzijden uit de geschiedenis met betrekking tot begane misdaden, zoals het kolonialisme en de slavernij, behoren vermeld te worden. Het is een humanitaire plicht om daar voortdurend bij stil te staan.
Het is ook een ethisch debat, waarin een aantal vragen een antwoord dienen te krijgen. Moet er aan iedere rechtzetting van de geschiedenis, zoals het aanbieden van excuses, een financiële compensatie vastzitten? Zo ja, wat is de prijs van een mensenleven? Hoe hoog moet het bedrag zijn om de fout teniet te doen? Bestaat de misdaad dan niet meer?

## De wereld als planetarium
Een ander belangrijk element in het werk van Mbembe is zijn overtuiging dat de aarde en de mensheid één onlosmakelijk geheel vormen. In zijn denkwereld dienen  toekomstige generaties allemaal dezelfde rechten hebben, ongeacht het land waar zij wonen.
Mbembe gebruikt de term planetary (planetarium) als verbinding tussen alle vormen van leven enerzijds en Moeder Aarde aan de andere kant.
Planten, dieren en mineralen moeten een strijd leveren met het gereedschap dat de mens heeft uitgevonden. Het levende is een dynamisch proces en verlangt een voortdurende zorg. Mbembe verklaart dat zijn geloof in de bezieldheid van objecten stamt uit de tijd van het animisme, voordat heel Afrika gekoloniseerd was.
Het schrijven zelf geeft hem de mogelijkheid om zichzelf te ontdekken. Het liefst werkt hij in volledige stilte, wanneer de nacht is gevallen. "Dan voel ik mij verbonden met de diepste trillingen van Afrika, haar tragedies, maar ook de belofte die zij inhoudt voor de toekomst. Op deze manier schreef ik ook  Postkolonialisme, te midden van Congolese geluiden en ritmes."
In zijn essay Bodies as Borders (2019) schrijft hij dat  twee processen de toekomst van de mensheid en de aarde zullen bepalen.
Ten eerste de groeiende en extreme macht van hightech ondernemingen en financiële instellingen, die, niet gebonden aan land of regio,  wereldwijd opereren. Vervolgens spreekt hij over een wedloop, waarin informatietechnologie bepaalt hoe we het leven en de factor tijd ervaren. Ook ziet hij een tegenstelling tussen de ongekende mobiliteit en onderlinge afhankelijkheid in een tijd, waarbij landen nog steeds aan grenzen gebonden zijn.
Hij pleit voor een wereldwijde aanpak  voor gevaren, die de Aarde bedreigen en een lokale oplossing voor die plekken, waar problemen tot een acute crisis hebben geleid. In 2020 schreef Mbembe in Brutalisme (Wreedheid) dat, als gevolg van het kapitalisme, een wegwerpmaatschappij ontstaan is. Consumentenproducten, eilanden van plastic, maar ook migranten, die geen werkelijke waarde in het economische systeem meer vervullen, belanden allemaal op een grote hoop.
Voor Mbembe zijn racisme en vernietiging van het milieu twee kanten van dezelfde medaille. Als het Westen de Afrikaanse bodem niet had leeg gehaald, zouden de inwoners niet hebben moeten vluchten. Hij pleit voor een politiek van gedeelde waarden (Frans en-commun), maar met het communisme heeft het niets van doen.  Hij pleit voor radicale gelijkheid. Niemand zou beslissingen over anderen mogen nemen, zonder zijn/haar uitdrukkelijke toestemming.
In zijn oeuvre bestrijdt Mbembe de mythe dat Afrikanen zelf schuldig zijn aan het lot van hun continent. Hij wijst er wel op dat de bevrijding uit de cultuur van slavernij en kolonialisme ook ontstaat door de ontplooiing van het potentieel van het land en de bevolking zelf.
Mbembe gelooft niet in reïncarnatie, maar mocht hij nog een keer terugkeren op aarde, dan was hij het liefst Ibn Khaldun. Deze Arabische wetenschapper wordt beschouwd als een van de grondleggers van de sociologie. In de 14e eeuw bezocht hij het koninkrijk Mali om het land te beschrijven en ontdekte Afrika voordat de slavenhandel van start ging. Hij geeft een beeld van het werelddeel, zoals het had kunnen zijn.

## Boeken (Nederlands)
- Kritiek van de zwarte rede (2015)
- Een politiek van vijandschap (2017)

- Bibsys: 90774174
- Biblioteca Nacional de España: XX1184475
- Bibliothèque nationale de France: cb12051184v (data)
- Catàleg d'autoritats de noms i títols de Catalunya: 981058594986706706
- CiNii: DA07091172
- Gemeinsame Normdatei: 132903679
- International Standard Name Identifier: 0000 0001 2148 1366
- Library of Congress Control Number: n85118448
- Nationale Bibliotheek van Letland: 000339325
- Nationale Bibliotheek van Tsjechië: jx20110126015
- Nationale Bibliotheek van Israël: 987007352121805171
- Nationale Bibliotheek van Polen: a0000002769737
- Nederlandse Thesaurus van Auteursnamen: 074017918
- Réseau des bibliothèques de Suisse occidentale: 02-A023643281
- Istituto Centrale per il Catalogo Unico: LIGV028625
- LIBRIS: 75309
- Système universitaire de documentation: 028737318
- Virtual International Authority File: 112932779
- WorldCat: E39PBJf4cM7ggKRyFPfv43W7HC